# Ammothella marcusi
Ammothella marcusi är en havsspindelart som beskrevs av Hedgpeth, J.W. 1948. Ammothella marcusi ingår i släktet Ammothella och familjen Ammotheidae. Inga underarter finns listade i Catalogue of Life.